# O Caçula do Barulho
O Caçula do Barulho è un film del 1949 diretto da Riccardo Freda.
Fu il film di debutto per Beyla Genauer.

## Trama
Un giovane tende sempre a mettersi nei guai ma viene sempre salvato da uno dei suoi sette fratelli. Presto si innamora perdutamente di una cantante italiana, ma allo stesso tempo ha problemi con una banda che gestisce un giro di schiavitù attirando giovani ragazze.